# Nephrocerus flavicornis
Nephrocerus flavicornis är en tvåvingeart som beskrevs av Zetterstedt 1844. Nephrocerus flavicornis ingår i släktet Nephrocerus och familjen ögonflugor. Arten är reproducerande i Sverige. Inga underarter finns listade i Catalogue of Life.